# Partiledaren som klev in i kylan
Partiledaren som klev in i kylan, med undertiteln "Berättelsen om Juholts fall och den nya politiken", är en facklitterär bok från 2014 av Daniel Suhonen. Den gavs ut i oktober 2014 på Leopard förlag. Det är en dokumentär bok med drag av skönlitterär gestaltning.
Boken skildrar Håkan Juholts tio månader långa period som partiledare för Socialdemokraterna, från partiledarvalet på en extra partikongress i mars 2011 tills att han tvingades avgå i januari 2012. Suhonen baserar till stor del boken på för allmänheten otillgängliga diskussionsprotokoll från partistyrelsens verkställande utskotts sammanträden i partiets högkvarter på Sveavägen 68 i Stockholm. Dessutom finns information från sms mellan honom själv och Juholt. 

## Bakgrund
Vid de allmänna valen i september 2010 vann den sittande Alliansen i riksdagsvalet, och man kunde därigenom regera vidare, dock utan egen majoritet. Socialdemokraterna fick 30,66 % av de avgivna rösterna i riksdagsvalet, och partiet kvarstod som största parti med endast en hårfin marginal. Detta var Socialdemokraternas sämsta riksdagsval sedan införandet av allmän rösträtt. I eftervalsdiskussionerna inom det socialdemokratiska partiet utsattes partiledaren Mona Sahlin för hård kritik, och hon såg sig föranlåten att i november 2010 avsäga sig det uppdrag hon fått av partikongressen. Därefter sammankallades till en extra partikongress i mars 2011. Partiets förtroenderåd utsåg en valberedning under ordförandeskap av tidigare statsrådet Berit Andnor för att utse en partiledarkandidat. 
Valberedningen letade bland tänkbara namn som av partimedlemmar och utomstående uppfattades som förstahandskandidater. Trots detta hade man svårt att hitta en person som kunde bedömas ha bred uppslutning runt sig och som samtidigt var villig att acceptera en kandidatur. Mycket sent i processen, den 10 mars 2011, presenterade valberedningen riksdagsledamoten Håkan Juholt från Oskarshamn som sin kandidat. Denne valdes den 25 mars 2011 på den extra partikongressen enhälligt till ny partiledare.
Partiledarvalet ledde inledningsvis till ökat stöd i opinionen. Socialdemokraterna hade under den tidiga hösten 2011 opinionssiffror som låg på 35 procent, vilket innebar en ökning med 5 procentenheter från valresultatet ett år tidigare. I början av 2012, efter inte minst den negativa uppmärksamheten efter Aftonbladets avslöjanden om oklara förhållanden runt Juholts hyresersättning (Juholtaffären), hade de sjunkit till omkring 22 procent.

## Relation mellan Suhonen och Juholt
| Författaren Daniel Suhonen (2014) och huvudpersonen Håkan Juholt (2011). |  | Författaren Daniel Suhonen (2014) och huvudpersonen Håkan Juholt (2011). |
| Författaren Daniel Suhonen (2014) och huvudpersonen Håkan Juholt (2011). |  |                                                                          |

Daniel Suhonen tog kontakt med Håkan Juholt via sms, efter att Juholt valts som partiordförande. Därefter utvecklade de två en relation som så gott som helt och hållet byggde på textmeddelanden. Suhonen, som under den här tiden var redaktör för Socialdemokraternas idétidskrift Tiden, hjälpte på informell basis Juholt med tal och kulturkontakter och uppmuntrade honom när han var utsatt för tryck. 
Suhonen har inför boken djupintervjuat Juholt vid flera tillfällen. Juholt har enligt Suhonen flera gånger erbjudits att läsa och kommentera manuskriptet, något som Juholt valt att avstå från.
Håkan Juholt har bekräftat att han och Suhonen inte varit personliga vänner vare sig före partiledartiden, under den eller efteråt. Däremot har han sagt att Suhonen haft stor betydelse som ett intellektuellt bollplank och känslomässig kontakt för honom under partiledartiden. Något medgivande från hans sida att publicera textmeddelanden dem emellan har han inte givit.

## Bokens innehåll
Boken skildrar en period på tio månader. Denna sträcker sig från valet av Håkan Juholt som partiledare på Stockholm Waterfront den 25 mars 2011 och fram till dennes presskonferens på köpcentret Esplanaden i Oskarshamn den 21 januari 2012, där han tillkännagav sin omedelbara avgång. 
Boken är upplagd som ett ödesdrama med prolog och epilog och med fyra akter efter årstiderna: en vår med hopp. en sommar med dans, en höst med stormar och en vinter med kyla. Berättelsen är dramatiskt uppbyggd efter flera linjer. En är ingående skildringar av ett intrigspel inom partiet samt mellan partiet och lobbyister från näringslivet. En annan är en skildring av Juholts och Suhonens personliga relation och känslomässiga reaktioner på händelseförloppet under Juholts turbulenta ordförandetid. En tredje är en historisk politisk analys av det socialdemokratiska partiets utveckling fram till idag.
Partiledaren som klev in i kylan skildrar inre strider inom det socialdemokratiska partiet om politikens inriktning och om personlig makt som en kamp mellan i huvudsak två fraktioner på vänster- respektive högerkanten. I den kampen har högerfalangen vanligtvis övertaget genom att den lyckats få andra att betrakta den som partiets mittfåra, som ett normaltillstånd. Maktbalansen sägs ha skiftat efter det dåliga valresultatet 2010 och Mona Sahlins avgång, och efter det att villiga kandidater på högerkanten därefter blockerat varandra i valberedningsprocessen. Därmed kom det sig, enligt Suhonen, att en otippad kandidat med anspråk att vilja förnya partiets politiska linje (genom att flytta den vänsterut) gavs en chans att nå toppositionen. Den här kandidaten hade samtidigt en svag förankring i partiets huvudstadsorienterade maktkärna. Valberedningens avgörande sammanträde beskrivs också som ett möte som genomförts under kuppartade former (lett av ordföranden). Det skulle också vara präglat av en hård tidspress och en desperat vilja att över huvud taget komma fram till ett beslut om en kandidat.
Bokens perspektiv är att den nye partiledaren redan i sitt installationstal på kongressen angav en ny ideologisk ton, en som välkomnades av många partimedlemmar. Detta skulle också ha lett till ökat stöd hos allmänheten. Denna vridning av politiken, inte minst beträffande omfattningen av och formerna för privat drift av verksamheter inom skola och vård, väckte dock oro från näringslivshåll. Det här jämfördes också med vad som framkommit hösten 2010 vid Primegate-affären.
Daniel Suhonen skildrar ett skeende där Håkan Juholt skulle betjänas av ett partikansli, vilket, med undantag av partisekreteraren Carin Jämtin, var bemannat med tjänstemän som utsetts under föregångaren Mona Sahlins tid. Han uttrycker det som att "manegen krattats" för en annan partiledare, enkannerligen en som skulle tillhöra "partihögern".

### Utsatthet
Suhonen skildrar i boken de hårda mobbningsliknande förhållanden som Juholt skulle fått utstå vid mediadrevet hösten 2011. Dessutom beskrivs den ökade isoleringen från partikollegor i maktposition, efter hand som hans position blivit alltmer ifrågasatt. Den socialdemokratiska traditionen av en stark uppslutning runt sin ledare hade redan året innan blivit urholkad, i samband med att Mona Sahlin tvingats avgå. Och än mer urholkad blev den under hösten 2011. Den tydligaste orsaken till ett öppet ifrågasättande av Juholt var den så kallade Juholtaffären, som utlöstes av Aftonbladet den 7 oktober 2011. Den dagen publicerade tidningen uppgifter om att Juholt hade begärt och tagit emot hel hyresersättning av Sveriges riksdag för privat anskaffad lägenhet i Stockholm, trots att också hans sambo bodde där. Även om själva rättsläget drevet igenom förblev osäker, medgav Juholt att han handlat fel och återbetalade därefter halva den utbetalade ersättningen.

## Mottagande
Den ledande och i boken omtalade socialdemokraten Mikael Damberg har meddelat att han inte läst boken och att han inte heller har för avsikt att göra det. Norrländska Socialdemokratens Gunnar Lassinantti har däremot hävdat att den bör diskuteras och leda till uppgörelser, för att vad den avslöjar inte ska förorsaka långvarig skada både inom socialdemokratin och inom den svenska mediasfären. Karin Pettersson menade däremot på Aftonbladets ledarsida att Suhonens bok var ett ältande av 20 år gamla konflikter inom SSU, något som inte på något konstruktivt sätt kunde vara till hjälp för att diskutera aktuella problem inom socialdemokratin.
Sydsvenskans Per T. Ohlsson ansåg att alltför mycket i boken bygger på konspiratoriskt struntprat, tangerande till rättshaveri. Han ansåg att Suhonen, i sin önskan att hänga ut dem som motarbetade Juholt, i rollerna som både åklagare och domare glidit mellan försåtliga antydningar, övertolkningar och felaktigheter. Han ifrågasatte också Suhonens utgångspunkt om en konspiration från högerhåll mot Juholt, baserat på att Juholt inte var vänster utan att han under sina föregående 16 riksdagsår visat att han var en "sympatisk och Europavänlig gråsosse som vann bred respekt som ordförande i den parlamentariska försvarsberedning som förde Sverige närmare Nato".
Flera recensenter framhöll att boken var väl skriven rent litterärt. Kjell Östberg skrev i Internationalen också att boken gav en inträngande skildring av spelet bakom Juholts fall, men att den ändå visade att det var en öppen fråga huruvida fallet berodde på partiledarens personliga tillkortakommanden eller på en omöjlighet att radikalisera socialdemokratin.
Gabriel Byström tog i Göteborgs-Posten fasta på bokens skildring av maktstriderna inom partiet. Han menade att boken tjänade som "ett av de mer potenta vacciner som går att uppbringa", för dem som frestats att tänka ägna sig åt politik på toppnivå.

## Dramatisering
- En pjäs baserad på boken, och med manus av Stina Oscarson, hade premiär på Uppsala stadsteater våren 2015. Pjäsen spelades på teatern året ut.
- Nordisk Film har meddelat att företaget avser att göra en spelfilm med premiär 2017.[12][uppföljning saknas]